# Melanitis ambasara
Melanitis ambasara är en fjärilsart som beskrevs av Moore 1857. Melanitis ambasara ingår i släktet Melanitis och familjen praktfjärilar. Inga underarter finns listade i Catalogue of Life.